# Geßnerspitze
Die Geßnerspitze ist mit 3020 m der höchste Gipfel des Storkvarvet im Mühlig-Hofmann-Gebirge des ostantarktischen Königin-Maud-Lands. Er ragt 3 km nördlich des Habermehlgipfels auf. 
Der Berg wurde während der Deutschen Antarktischen Expedition 1938/39 entdeckt. Diese Expedition wurde von Hauptmann Alfred Ritscher geführt. Benannt wurde der Gipfel nach Wilhelm Geßner, dem Direktor der Hansa-Luftbild.
Dem norwegischen Unternehmer Ivar Tollefsen gelang 1994 die Erstbesteigung des Berges.